# Sing a Bit of Harmony
Sing a Bit of Harmony (Originaltitel: Ai no Utagoe o Kikasete, アイの歌声を聴かせて) ist ein Anime-Film des Studios J.C.Staff aus dem Jahr 2021. Die Science-Fiction-Geschichte erzählt von fünf Freunden und ihrer Roboter-Mitschülerin, die ein eigentlich geheimer Test für künstliche Intelligenz ist. Die Schüler wollen den Test nicht auffliegen lassen, lehren dem Roboter menschliche Gefühle und schließen sie selbst als Freundin ins Herz.

## Handlung
Die Oberschülerin Satomi Amano lebt in einer Modellstadt, die von einem auf Künstliche Intelligenz spezialisierten Technologiekonzern beherrscht wird. Die meisten Einwohner arbeiten dort und die neueste Technologie wird hier getestet und bestimmt den Alltag. Roboter oder mit künstlicher Intelligenz verbundene Oberflächen sind überall im Haushalt und der Stadt. Satomis Mutter arbeitet als Entwicklerin bei dem Konzern und so erfährt Satomi heimlich, dass ihr neuestes Projekt getestet werden soll. Am gleichen Tag kommt mit Shion Ashimori eine neue Schülerin in Satomis Klasse, die sich äußerst seltsam verhält. Vor allem scheint ihr größtes Anliegen zu sein, Satomi glücklich zu machen. Die merkt, dass die Schülerin ein Roboter ist, der hier heimlich getestet werden soll. Sie will den Test ihrer Mutter wegen nicht scheitern lassen und spielt mit, doch bald erfahren bei einem Ausfall des Roboters auch einige ihrer Mitschüler von dem Geheimnis.
Der technikbegeisterte Tо̄ma will den Roboter am liebsten gleich untersuchen, während die Gotchan, Aya und der Judoka Thunder eher nichts mit ihm zu tun haben wollen. Um Satomis Willen wollen sie trotzdem helfen, doch die Eigenwilligkeit von Shion stellt sie immer wieder auf die Probe. Das Robotermädchen bleibt davon besessen, Satomi glücklich zu machen, singt plötzlich in der Klasse oder zu anderen Gelegenheiten oder mischt sich in die Beziehungen zwischen Satomis Mitschülern ein. Sie versuchen, ihre Ausbrüche unter Kontrolle zu bringen, den Roboter nicht auffliegen zu lassen und ihr nebenher beizubringen, wie man einen Menschen glücklich macht und warum das nicht so einfach ist. Dabei wächst die Gruppe zu Freunden zusammen, auch wenn es zunächst zu Streit kommt. So ist die dickköpfige Aya in den gutaussehenden Gotchan verliebt, der durch Shion aber zunächst eher von ihr abgelenkt wird. Doch dann können sich beide durch die Vermittlung der KI ihre Liebe gestehen.
Im stetigen Bestreben Shions, Satomi glücklich zu machen, treffen sich die Freunde schließlich auch abends zur Feier eines Siegs von Thunder im Judo, zu dem auch Shion beigetragen hat. Schließlich erkennt die KI, dass sie Satomi glücklich machen kann, indem sie sich auf deren Freunde konzentriert – vor allem Tо̄ma, der schon lange in sie verliebt ist. Als sie dann nachts ein Konzert mit Feuerwerk inszeniert, bei dem der Junge Satomi fast die Liebe gesteht, wird Shion vom Konzern gefangen. Denn eigentlich muss sie abends dorthin zurückkehren und darf auf keinen Fall eigenwillige Aktionen wie in dieser Nacht durchführen. So fliegt auf, dass der Test vor den Freunden nicht geheim gehalten wurde und Satomis Mutter wird freigestellt. Sie ist verzweifelt und verfällt dem Alkohol, während auch die Freunde unglücklich sind, die Shion als Freundin ins Herz geschlossen haben. Doch sie erkennen auch, warum die KI von Anfang an Satomi glücklich machen wollte: Sie stammt von der KI eines Spielzeugs ab, das Tо̄ma als Kind für Satomi gemacht hat. Ihm wurde die Aufgabe gegeben, das Mädchen glücklich zu machen und es gelangte ins Internet. Von dort beobachtete es Satomi, bis es in den Test-Roboter Shion schlüpfen konnte, um seine Aufgabe zu erfüllen. Die Freunde entscheiden sich, Shion zu befreien und greifen gemeinsam mit Satomis Mutter, der sie wieder Mut gemacht haben, den Konzern an. Es gelingt ihnen mit einigen Tricks, Shions Geist aus ihrem Roboter-Körper zu befreien und ins Internet hochzuladen, um sie so auf Ewig zu retten. Von da an begleitet Shion die Freunde weiter aus dem Cyberspace heraus.

## Produktion und Veröffentlichung
Der Film entstand bei Studio J.C.Staff unter der Regie von Yasuhiro Yoshiura, von dem auch die Idee stammt und der zusammen mit Ichiro Okouchi auch das Drehbuch schrieb. Das Charakterdesign wurde von Kanna Kii entworfen und von Shuichi Shimamura für die Animation adaptiert. Das Mechanical Design stammt von Mika Akitaka. Die künstlerische Leitung lag bei Yūji Kaneko und für die Kameraführung war Yoshio Ookouchi verantwortlich, während Tetsuro Tanaka die CGI-Arbeiten leitete. Die Tonarbeiten leitete Yoshikazu Iwanami und die Musik komponierte Ryō Takahashi. Während des Films wird das Lied Umbrella eingespielt, gesungen von Tao Tsuchiya.
Seine Weltpremiere erlebte der Anime am 2. Oktober 2021 beim Filmfestival Scotland Loves Anime. Am 29. Oktober 2021 kam der Film in die japanischen Kinos. Es folgten Vorführungen auf weiteren international Festivals, darunter in Deutschland beim Comic Film Fest auf dem Comic-Salon Erlangen am 18. und 19. Juni 2022 mit englischen Untertiteln. Crunchyroll bringt den Film ab dem 26. Juli 2022 in der „Crunchyroll Anime Night“ in die deutschsprachigen Kinos, mit deutscher Synchronisation als auch im Original mit deutschen Untertiteln.

## Synchronisation
| Rolle          | Japanische Sprecher (Seiyū) | Deutsche Sprecher |
| -------------- | --------------------------- | ----------------- |
| Satomi Amano   | Haruka Fukuhara             | Johanna Schmoll   |
| Shion Ashimori | Tao Tsuchiya                | Lin Gothoni       |
| Tо̄ma           | Asuka Kudo                  | Patrick Keller    |
| Gotchan        | Kazuyuki Okitsu             | Nico Sablik       |
| Aya            | Mikako Komatsu              | Moira May         |
| Thunder        | Satoshi Hino                | Oscar Räuker      |
| Nomiyama       | Kenji Hamada                | Hans Hohlbein     |
| Saijō          | Kenjiro Tsuda               | Bernd Vollbrecht  |
| Mitsuko        | Sayaka Ohara                | Schaukje Könning  |

## Auszeichnungen
Beim Filmfestival Scotland Loves Anime gewann Ai no Utagoe o Kikasete den Publikumspreis. Noch im gleichen Jahr wurde der Anime mit dem Preis für den Besten Animationsfilm beim New York City Film & Television Festival ausgezeichnet.